# لوکوترین آ۴
لوکوترین آ۴ (به انگلیسی: Leukotriene A4) با فرمول شیمیایی C20H30O3 یک لکوترین با شناسه پاب‌کم 5280383 است. که جرم مولی آن ۳۱۸٫۴۵ گرم بر مول می‌باشد. 
لکوترین‌ها یکی از انواع ایکوزانوئید است که به عنوان واسطه التهاب در واکنشهای التهابی آزاد می‌شوند.